# Переможці та грішники
Переможці та грішники (англ. назва Переможці та грішники) - гонконгський фільм з Джекі Чаном, Саммо Хунгом і Єн Біяо в головних ролях. Фільм вийшов на екрани у 1983 році.

## Сюжет
П'ять друзів виходять з в'язниці і намагаються уникнути неприємностей. Займаючись загальною справою ("П'ятизіркова" прибиральна компанія), вони виявляються залучені в "розбирання" між бандами "Тріад", що борються за домінування на ринку фальшивих грошей.

## В ролях
- Саммо Хунг — Чайник
- Джон Шем — Хьорлі
- Річард Енджі — Газова Труба
- Чарли Чін — Вазелін
- Стенлі Фанг — Новенький
- Чері Чунг — Ширлі
- Джекі Чан — CID 07

## Джекрела
Переможці та грішники